# Jeronimo de Bosch
 Ikke at forveksle med Hieronymus Bosch.
Jeronimo de Bosch (født 23. marts 1740, død 1. juni 1811) var en hollandsk filolog og latinsk digter, morfar til Jeronimo de Bosch Kemper.
De Bosch var oprindelig apoteker, men ved siden heraf interesseret for de klassiske studier. I 1773 valgtes han til statssekretær i Amsterdam, solgte sit apotek og blev 1798 kurator for universitetet i Leyden. I 1806 var han med til at stifte det hollandske "Institut for Videnskab og Kunst" i Amsterdam. Han stod i venskabelig forbindelse med de berømte samtidige filologer (Ruhnken, Wyttenbach, Heyne osv.). Samlet udgave af hans latinske digte udkom i Leyden 1803 (2. udgave Utrecht 1808). Hans filologiske hovedværk er Anthologia græca (Utrecht 1794—1810, 4 bind; 5. bind er udgivet af Lennep 1822).